# Hypotrachyna ciliata
Hypotrachyna ciliata är en lavart som beskrevs av Sheng L. Wang, J. B. Chen & Elix. Hypotrachyna ciliata ingår i släktet Hypotrachyna och familjen Parmeliaceae.   Inga underarter finns listade i Catalogue of Life.